# Pangus
Pangus scaritides es una  especie de coleóptero adéfago perteneciente a la familia Carabidae y el único miembro del género monotípico Pangus.